# Fregenal de la Sierra
Fregenal de la Sierra – gmina w Hiszpanii, w prowincji Badajoz, w Estramadurze, o powierzchni 236,65 km². W 2011 roku gmina liczyła 5148 mieszkańców.